# 4085 Weir
4085 Weir је астероид главног астероидног појаса са средњом удаљеношћу од Сунца која износи 2,605 астрономских јединица (АЈ).
Апсолутна магнитуда астероида је 12,3.